# Linz FMR

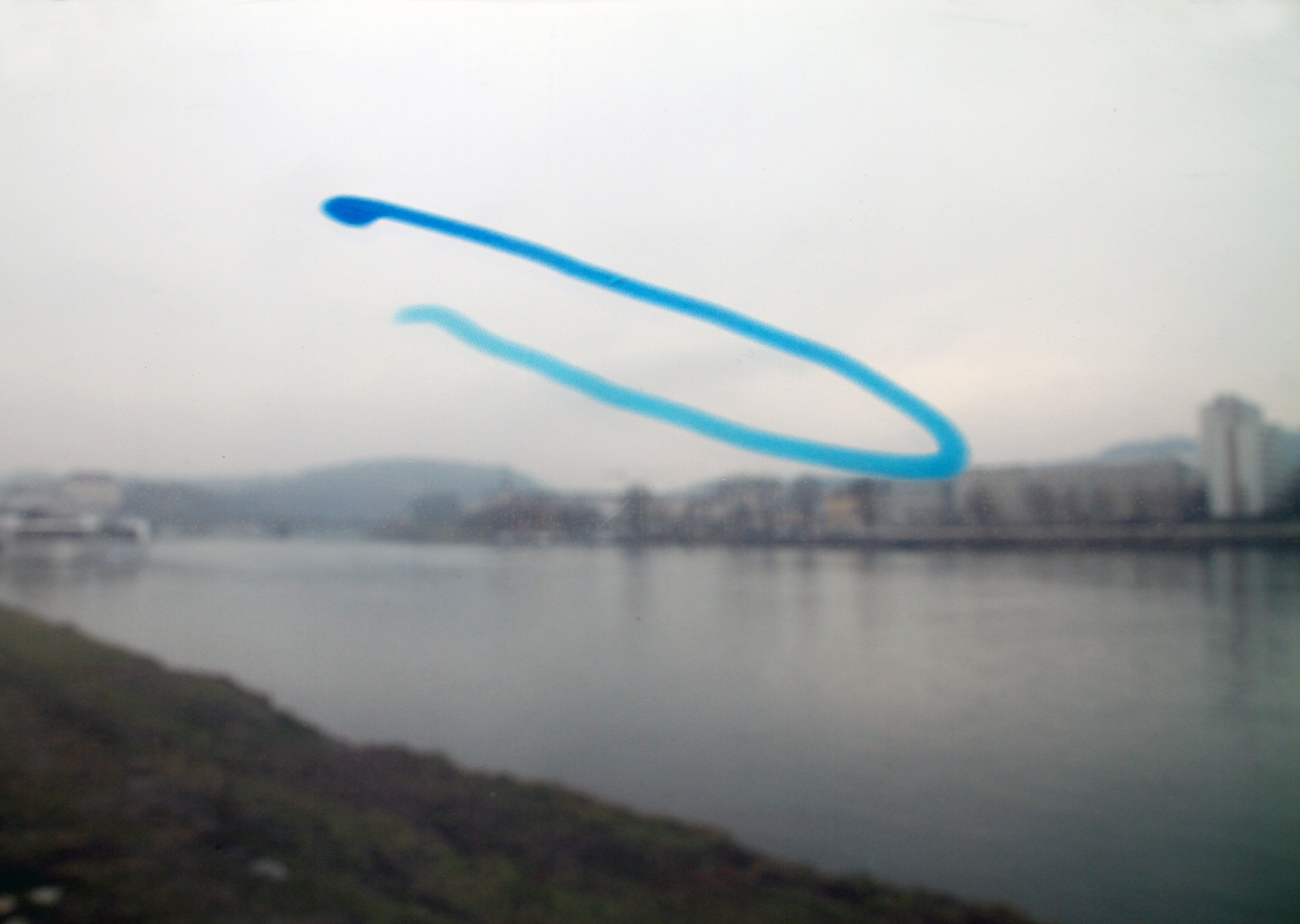
Sujet für Linz FMR 19

Linz FMR (Eigenschreibweise: LINZ FMR) ist ein Festival für Kunst in digitalen Kontexten und öffentlichen Räumen, das seit 2019 alle zwei Jahre in Linz stattfindet.
Den Schwerpunkt des Festivals bildet eine Ausstellung im öffentlichen und offenen Raum. Gezeigt werden dabei Arbeiten von internationalen und lokalen Künstlerinnen und Künstlern, die sich mit Medienkunst, Digitaler Kunst, Netzkunst und ähnlichen Kunstgattungen auseinandersetzen. Begleitend wird ein Vermittlungsprogramm mit Rundgängen und ein Rahmenprogramm mit Diskussionen, Vorträgen und Konzerten angeboten.
Der Titel wurde mit Bezug auf das Wort „ephemer“ gewählt und verweist auf den flüchtigen Charakter einer digitalen und vernetzten Gegenwart. Als Abbreviatur wurde es bereits vom französischen Dichter und Schriftsteller und Mitbegründer des Surrealismus, Louis Aragon, in seinem 1926 erschienenen Roman Le Paysan de Paris (Der Pariser Bauer) verwendet.

## Geschichte und Orte
Das Festival wurde erstmals vom 27. bis 30. März 2019 entlang der Linzer Donaulände durchgeführt. Dabei nahmen 18 Künstlerinnen und Künstler aus neun verschiedenen Ländern teil, darunter Karin Ferrari, Suzanne Treister, Clement Valla und Filippo Minelli.
Die zweite Ausgabe fand von 1. bis 6. Juni 2021 rund um den Bahnhof Linz Urfahr (Mühlkreisbahnhof) statt. Gezeigt wurden Arbeiten von 27 Künstlerinnen und Künstler aus 16 verschiedenen Ländern, darunter Stephanie Lüning, Elisa Giardina Papa, Dries Depoorter, Kyriaki Goni, Thomas Albdorf und Lucas LaRochelle.
Bei der dritten Ausgabe von 6. bis 11. Juni 2023 wurde das südliche Linzer Hafenviertel bespielt. Zu sehen waren Arbeiten von 20 Künstlerinnen und Künstlern aus 13 verschiedenen Ländern, darunter !Mediengruppe Bitnik, Clusterduck, Constant Dullaart, Julian Oliver & Gordan Savičić, Marisa Olson, Mitra Azar und Studer / van den Berg.

## Organisation
Gegründet wurde das Festival von den Linzer Kultureinrichtungen qujOchÖ, servus.at, Atelierhaus Salzamt, Kunstuniversität Linz und Sturm und Drang Galerie.

## Vergangene Poster-Sujets

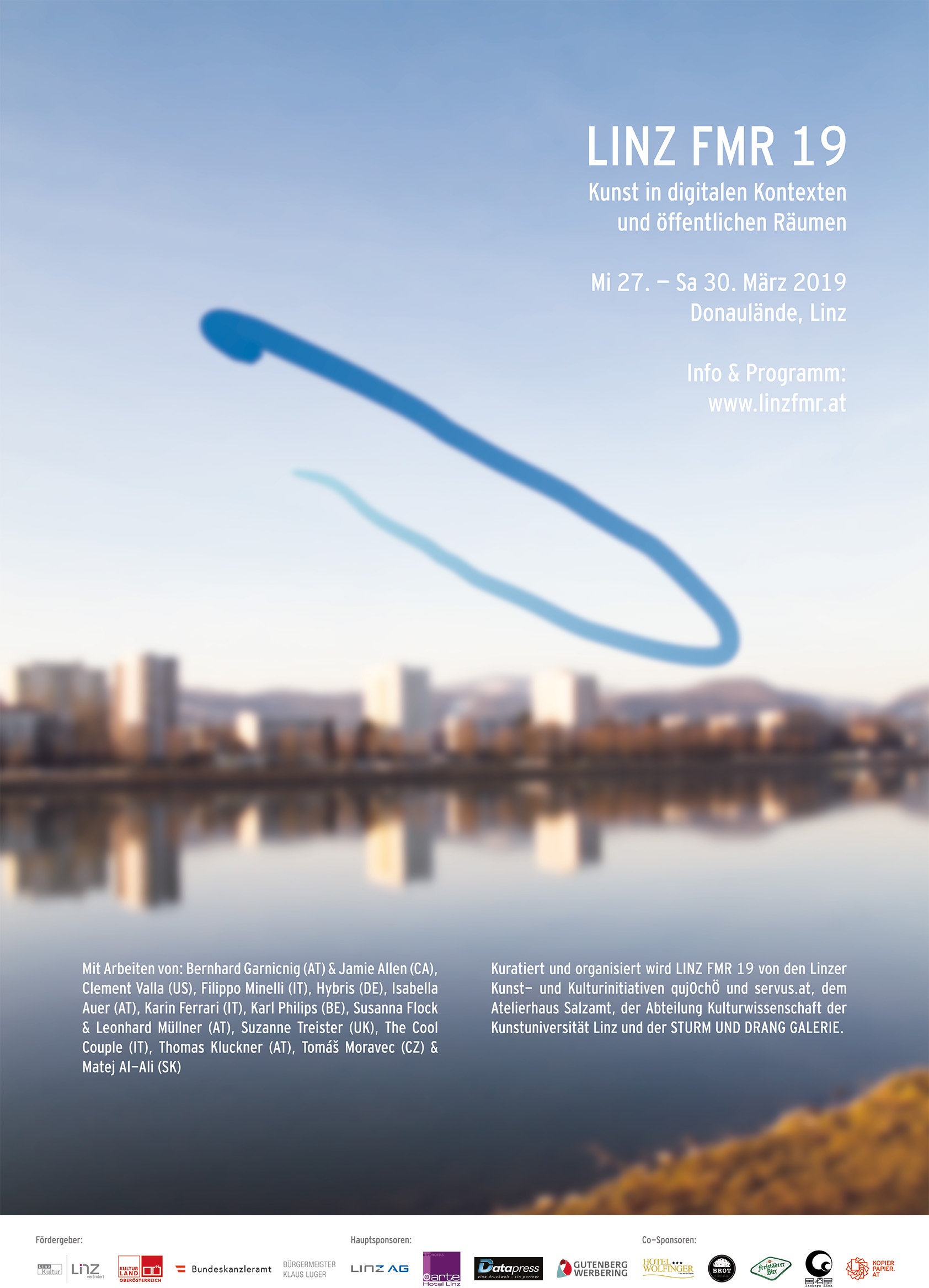
Poster Linz FMR 19
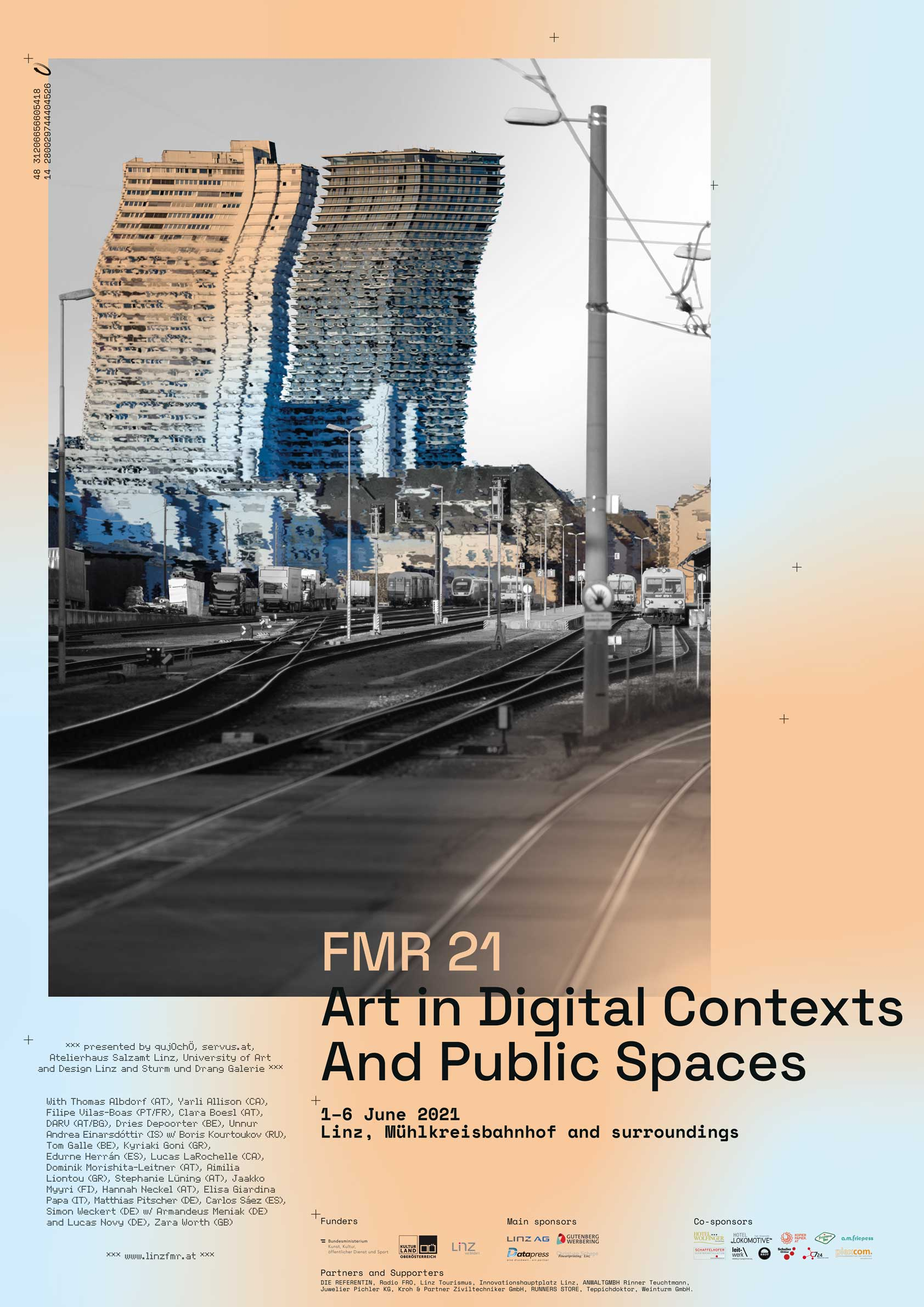
Poster Linz FMR 21
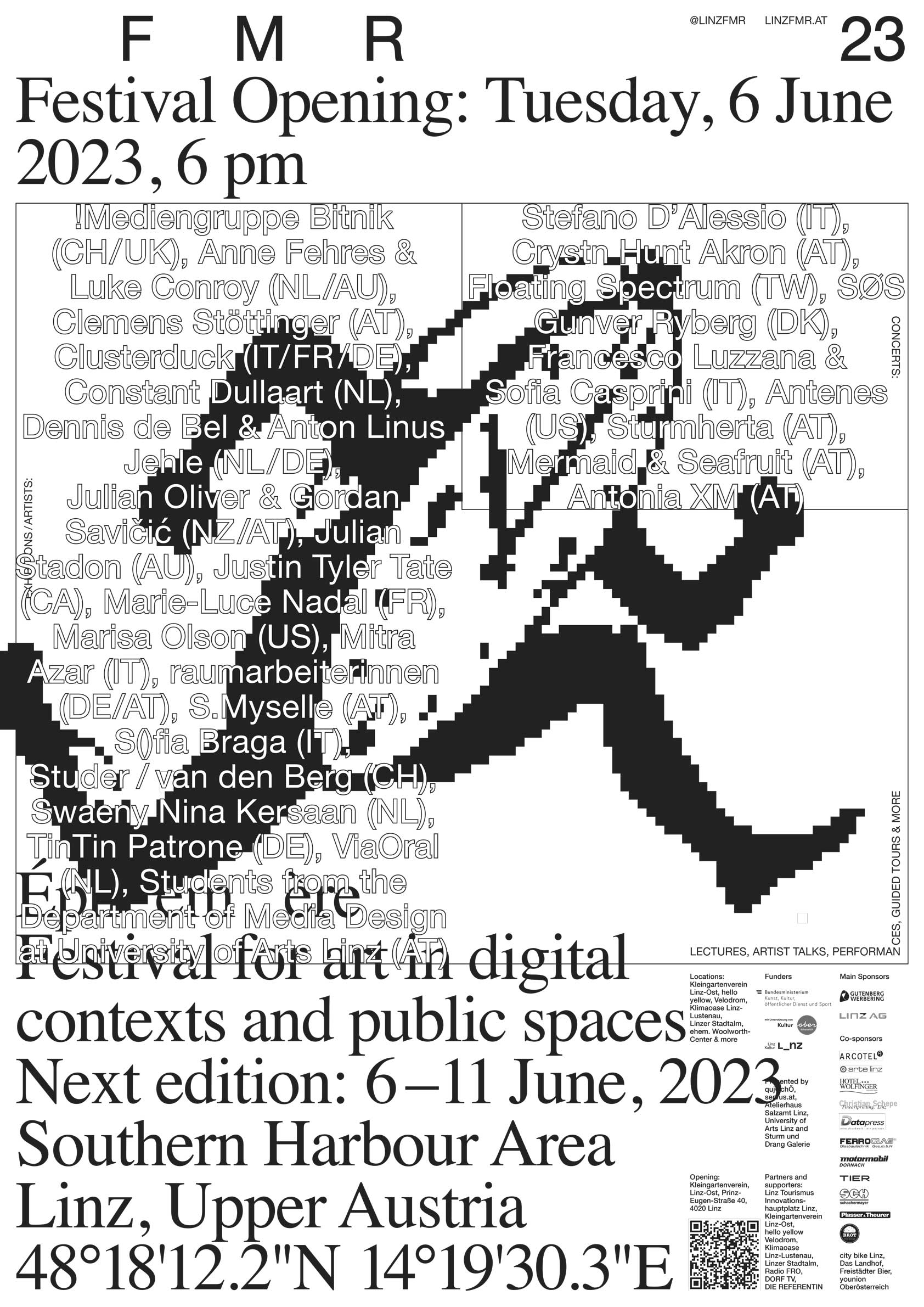
Poster Linz FMR 23